# Manolo Bolognini
Pour les articles homonymes, voir Bolognini.
Manolo Bolognini, né le 26 octobre 1925 à Pistoie et mort le 23 décembre 2017 à Rome, est un producteur de cinéma italien.
C'est le frère du réalisateur Mauro Bolognini,.

## Biographie
Après avoir été joueur de football dans l'Unione Sportiva Pistoiese jusqu'en série B, il décide de suivre son frère aîné Mauro Bolognini à Rome pour faire du cinéma. Il commence comme premier aide secrétaire dans Deux Nuits avec Cléopâtre de Mario Mattoli, puis gravit tous les échelons jusqu'à produire en son nom propre.
Il travaille avec les grands réalisateurs comme Pier Paolo Pasolini (L'Évangile selon saint Matthieu, Théorème), Federico Fellini, Sergio Corbucci (Django), Andreï Tarkovski ainsi que son frère (Le Bel Antonio).

## Filmographie
- 1953 : Deux Nuits avec Cléopâtre (Due notti con Cleopatra) de Mario Mattoli
- 1954 : L'Art de se débrouiller (L'arte di arrangiarsi) de Luigi Zampa
- 1954 : La Belle Romaine (La romana) de Luigi Zampa
- 1955 : Il bidone de Federico Fellini
- 1957 : Les Nuits de Cabiria (Le notti di Cabiria) de Federico Fellini
- 1957 : Barrage contre le Pacifique de René Clément
- 1958 : Le bellissime gambe di Sabrina (it) de Giorgio Bianchi
- 1958 : Mon gosse (Totò e Marcellino) d'Antonio Musu
- 1959 : Il vendicatore de William Dieterle
- 1959 : Débrouillez-vous ! (Arrangiatevi) de Mauro Bolognini
- 1959 : Le Général Della Rovere (Il generale Della Rovere) de Roberto Rossellini
- 1960 : Le Bel Antonio (Il bell’Antonio) de Mauro Bolognini
- 1960 : Adua et ses compagnes (Adua e le compagne) d'Antonio Pietrangeli
- 1961 : Vanina Vanini de Roberto Rossellini
- 1962 : Quand la chair succombe (Senilità) de Mauro Bolognini
- 1962 : Une vie violente (Una vita violenta) de Paolo Heusch et Brunello Rondi
- 1963 : La Corruption (La corruzione) de Mauro Bolognini
- 1963 : Rogopag de Roberto Rossellini, Jean-Luc Godard, Pier Paolo Pasolini et Ugo Gregoretti
- 1964 : L'Évangile selon saint Matthieu de Pier Paolo Pasolini
- 1964 : Le Greco (El Greco) de Luciano Salce
- 1965 : La donna del lago de Luigi Bazzoni et Franco Rossellini
- 1966 : Django de Sergio Corbucci
- 1967 : Texas Adios (Texas addio) de Ferdinando Baldi
- 1967 : T'as le bonjour de Trinita (Little Rita nel West) de Ferdinando Baldi
- 1968 : Théorème (Teorema) de Pier Paolo Pasolini
- 1968 : Trinita, prépare ton cercueil ! (Preparati la bara) de Ferdinando Baldi
- 1969 : La Colline des bottes (La collina degli stivali) de Giuseppe Colizzi
- 1969 : Cinque figli di cane d'Alfio Caltabiano
- 1969 : Le Dernier des salauds (Il pistolero dell'Ave Maria) de Ferdinando Baldi
- 1971 : Bubu de Montparnasse (Bubù) de Mauro Bolognini
- 1971 : Journée noire pour un bélier (Giornata nera per l’ariete) de Luigi Bazzoni
- 1972 : Un homme à respecter (Un uomo da rispettare) de Michele Lupo
- 1972 : Folie meurtrière (Mio caro assassino) de Tonino Valerii
- 1973 : Action héroïne (Afyon - Oppio) de Ferdinando Baldi
- 1975 : Amore vuol dir gelosia de Mauro Severino
- 1976 : L'Exécuteur (film, 1976) (Gli esecutori) de Maurizio Lucidi
- 1976 : Keoma d'Enzo G. Castellari
- 1977 : Adios California de Michele Lupo
- 1979 : Scherzi da prete (it) de Pier Francesco Pingitore
- 1980 : La cicala d'Alberto Lattuada
- 1981 : La Peau (La pelle) de Liliana Cavani
- 1981 : La Dame aux camélias (La vera storia della signora delle camelie) de Mauro Bolognini
- 1981 : Sogni d'oro de Nanni Moretti
- 1983 : Scherzo del destino in agguato dietro l'angolo come un brigante da strada de Lina Wertmüller
- 1983 : Benvenuta d'André Delvaux
- 1983 : La Lune dans le caniveau de Jean-Jacques Beineix
- 1983 : Nostalghia (Ностальгия) d'Andreï Tarkovski
- 1984 : Desiderio d'Anna Maria Tatò
- 1984 : Pianoforte de Francesca Comencini
- 1984 : Le Bon Roi Dagobert de Dino Risi
- 1985 : Orfeo de Claude Goretta
- 2005 : Raul - Diritto di uccidere (it) d'Andrea Bolognini
- 2006 : Guido che sfidò le Brigate Rosse de Giuseppe Ferrara